# Oddland
Oddland ist eine finnische Progressive-Metal-Band aus Turku, die im Jahr 2003 gegründet wurde.

## Geschichte
Die Band wurde im Jahr 2002 gegründet. Die Mitglieder entwickelten einige Lieder, woraus im Jahr 2004 das erste Demo Against All Odds entstand. Das nächste Demo folgte im Jahr 2007 unter dem Namen Connection Critical Behind. Nachdem im Jahr 2008 Sänger und Gitarrist Sakari Ojanen von einer einjährigen Pause in Spanien zurückgekehrt war, setzte die Band ihre Arbeiten fort, woraus im Jahr 2010 das Demo Away from the Watching Eye entstand. Nachdem die Band am Suomi Metal Star Contest teilgenommen hatte, erhielt sie einen Vertrag bei Century Media. Danach begannen die Arbeiten zum Debütalbum, wobei Dan Swanö als Produzent tätig war. The Treachery of Senses erschien im Jahr 2012 bei Century Media. Im selben Jahr spielte die Band auch auf dem Tuska Open Air Metal Festival.

## Stil
Die Band spielt technisch anspruchsvollen Progressive Metal mit klarem Gesang, der als eine Mischung aus Spiral Architect, frühen Pain of Salvation und akustischen Opeth beschrieben wird.

## Diskografie
- 2004: Against All Odds (Demo, Eigenveröffentlichung)
- 2007: Connection Critical Behind (Demo, Eigenveröffentlichung)
- 2010: Away from the Watching Eye (Demo, Eigenveröffentlichung)
- 2012: The Treachery of Senses (Album, Century Media)
- 2016: Origin (Album, Sensory Records)